# Såteviksholmen
Såteviksholmen est une île norvégienne du comté de Hordaland appartenant administrativement à Bergen.

## Description
Rocheuse et couverte d'arbres, elle s'étend sur environ 207 m de longueur pour une largeur approximative de 134 m. Elle compte deux quais d'amarrage. 